# Nebezpečný odpad

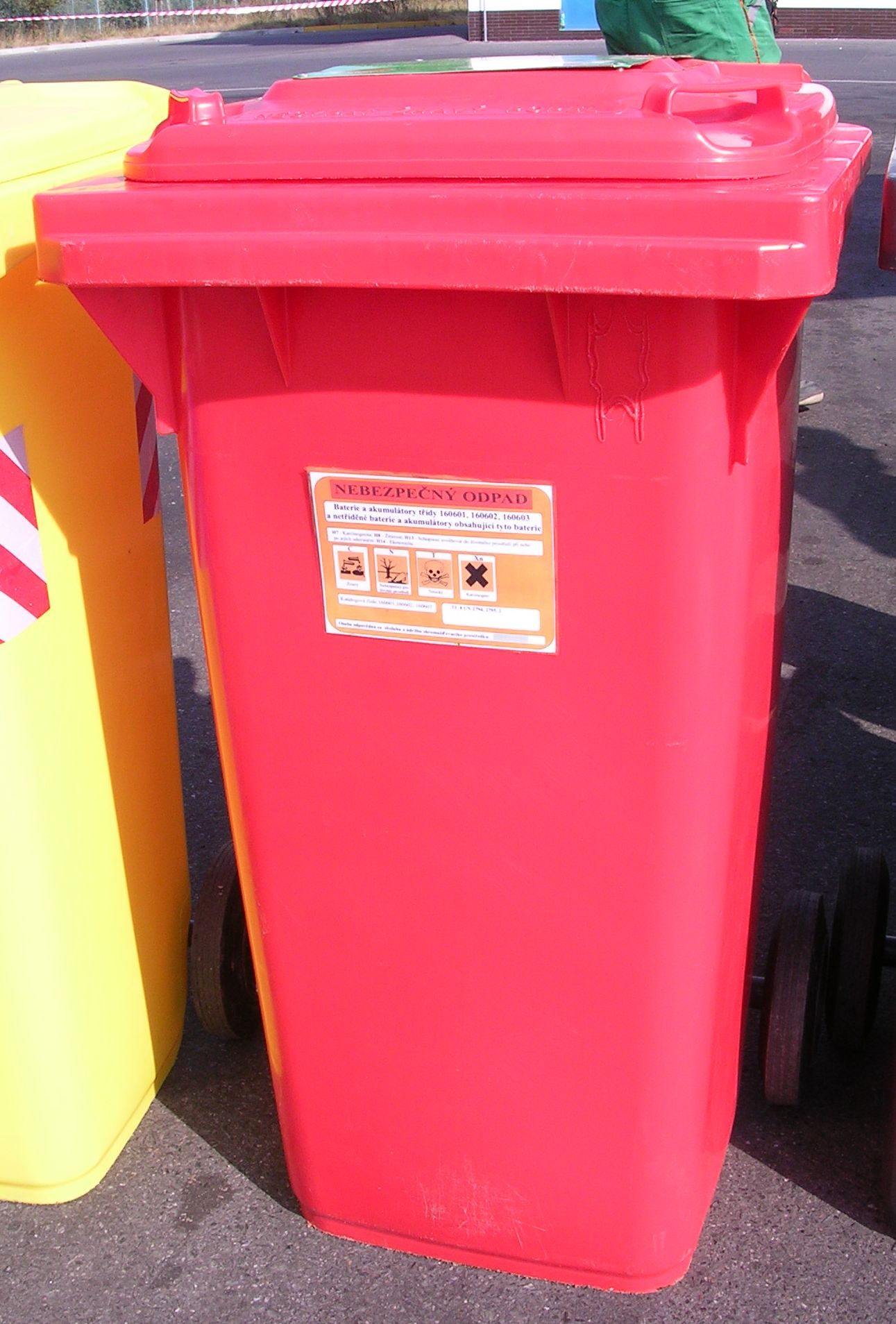
Nádoba na nebezpečný odpad

Nebezpečný odpad je takový druh odpadu, který je zároveň nebezpečným materiálem, tedy se vyznačuje negativním vlivem na životní prostředí a zdraví lidí nebo zvířat, nebo při manipulaci s ním hrozí nějaké další nebezpečí (viz níže). Nelze s ním proto nakládat jako např. se smíšeným komunálním odpadem nebo odpadem určeným k běžné recyklaci: Nelze ho tedy ukládat do otevřených skládek, ani spalovat v běžných spalovnách. Likviduje se buď ve speciálních spalovnách nebezpečných odpadů, nebo se dále recykluje ve specializovaných firmách.
Jako nebezpečný označujeme takový odpad, který vykazuje jednu nebo více z níže uvedených vlastností:
- Výbušnost
- Oxidační schopnost
- Vysoká hořlavost
- Dráždivost
- Škodlivost zdraví
- Toxicita
- Karcinogenita
- Žíravost
- Infekčnost
- Teratogenita
- Mutagenita
- Schopnost uvolňovat vysoce toxické nebo toxické plyny ve styku s vodou, vzduchem nebo kyselinami
- Schopnost uvolňovat nebezpečné látky do životního prostředí při odstraňování
- Ekotoxicita

Mezi nebezpečný odpad patří:
- Syntetické barvy, laky
- Syntetická ředidla
- Mořidla
- Elektrické baterie, Autobaterie
- oleje, tuky minerální nebo syntetické, ropné produkty
- Kyseliny, hydroxidy
- Lepidla, pryskyřice
- Zdravotnický materiál ( znečištěné obvazy, jehly apod. )
- Tiskařské barvy, tonery, inkousty
- Chladničky a mrazáky obsahující freony
- obrazovky
- Těkavé látky, fotochemikálie, pesticidy
- Zářivky a jiný odpad obsahující rtuť

Nebezpečný odpad vzniká ve výrobní sféře (průmyslová výroba, zemědělství, doprava...), komunální sféře (obchod, zdravotnictví, bydlení...), ale nachází se také v starých ekologických zátěžích (staré skládky, kontaminovaná půda apod.).
V roce 2011 bylo v České republice vyprodukováno 1 489 953 tun nebezpečných odpadů, přičemž recyklováno nebo odstraněno bylo pouze 15,3 %.

## Zákonné povinnosti
S odpady souvisí též některé zákonné povinnosti. V blízkosti nebezpečných odpadů musí být vyvěšené identifikační listy nebezpečných odpadů (ILNO), musí být označeny sběrové prostředky odpadů dle zákona. Před přepravou nebezpečných odpadů musí být ohlášena přeprava na Ministerstvo životního prostředí ne portál SEPNO a musí se použít ohlašovací listy pro přepravu nebezpečných odpadů (OLPNO). Po celý rok je nutné vést průběžnou evidenci odpadů a za celý rok zpracovat a podat roční hlášení za produkci a nakládání s odpady. Toto hlášení se podává elektronicky přes ISPOP (integrovaný systém plnění ohlašovacích povinností).